# 500cc Grand Prix
500cc Grand Prix, anche scritto Grand Prix 500cc, è un videogioco di motociclismo pubblicato nel 1986 per Amstrad CPC, Thomson MO6 e Thomson TO8 e nel 1987 per Atari ST, Commodore 64 e MS-DOS da Microïds. Uscì anche in Nordamerica (ST, C64 e DOS) con il titolo Superbike Challenge e con modifiche nell'interfaccia, edito da Brøderbund.
Nel 1991 uscì un seguito, Grand Prix 500 2.

## Modalità di gioco
Il gioco rappresenta gare motociclistiche di classe 500 e mette a disposizione anche la modalità a due giocatori in simultanea.
Si può partecipare, con tre livelli di difficoltà generale, a un singolo Gran Premio su uno dei 12 circuiti disponibili, ispirati a circuiti reali, oppure a tutto il Motomondiale, che consiste nel correre tutte le 12 gare ottenendo una classifica finale in base ai piazzamenti. Su Atari/DOS è possibile anche salvare su disco il mondiale in corso.
Ogni gara si svolge su 9 giri, con 6 moto partecipanti (4 su Commodore). In modalità allenamento i giri sono solo 2, con 2 partecipanti.
Durante le corse, lo schermo è sempre diviso in due verticalmente e mostra il punto di vista di due concorrenti; quando si gioca in singolo, l'altra moto è una di quelle controllate dal computer, e si può scegliere da quale lato giocare. La visuale in ciascuna metà è in prospettiva, in terza persona alle spalle della propria moto, ma in basso è presente anche una rappresentazione del cruscotto con i vari indicatori.
I controlli consistono nell'accelerazione, frenata, sterzata più o meno spinta a 2 diverse inclinazioni, e cambio di marcia tra 4 disponibili.
In caso di incidente si subisce solo una perdita di tempo e si può ripartire subito da fermi.